# Vilayet de Trébizonde
1867–1923
Entités précédentes :
- Eyalet de Trébizonde

Entités suivantes :
- République de Turquie

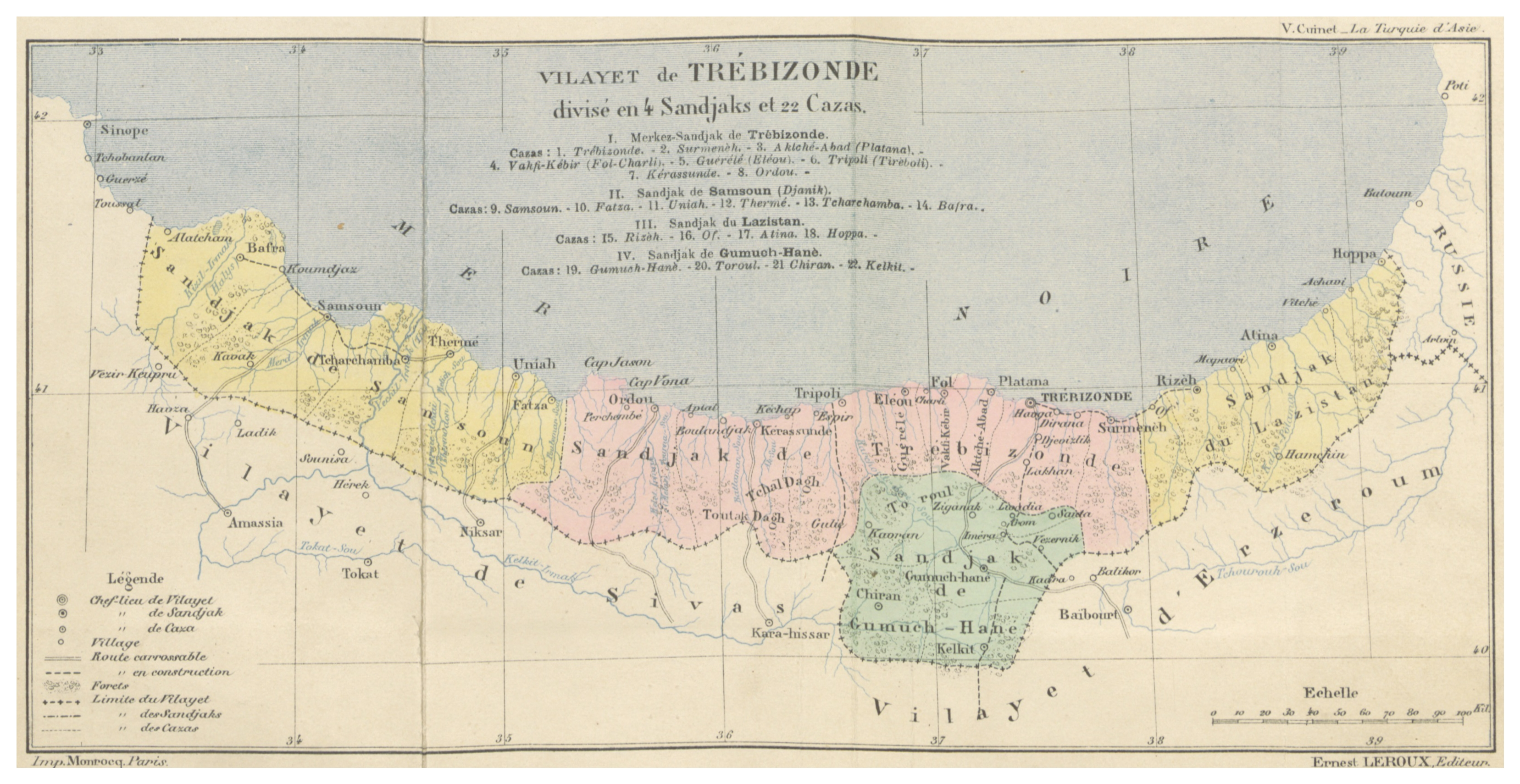
Carte du vilayet de Trébizonde en 1890.

Le vilayet de Trébizonde (en turc ottoman  ولايت طرابزون, vilâyet-i Trabzon) est un vilayet de l'Empire ottoman. Créé en 1867, il disparaît en 1923. Sa capitale est Trébizonde, actuelle Trabzon.
Au début du XXe siècle, sa population est d'environ 1 050 000 habitants.

## Histoire
Le vilayet de Trébizonde remplace l'ancien eyalet de Trébizonde lors de la réforme administrative de 1867. La guerre russo-turque de 1877-1878 entraîne la perte de la ville de Batoumi, annexée au Caucase russe et qui devient l'oblast de Batoum : l'administration du sandjak (district) du Lazistan est alors transférée à Rize. 

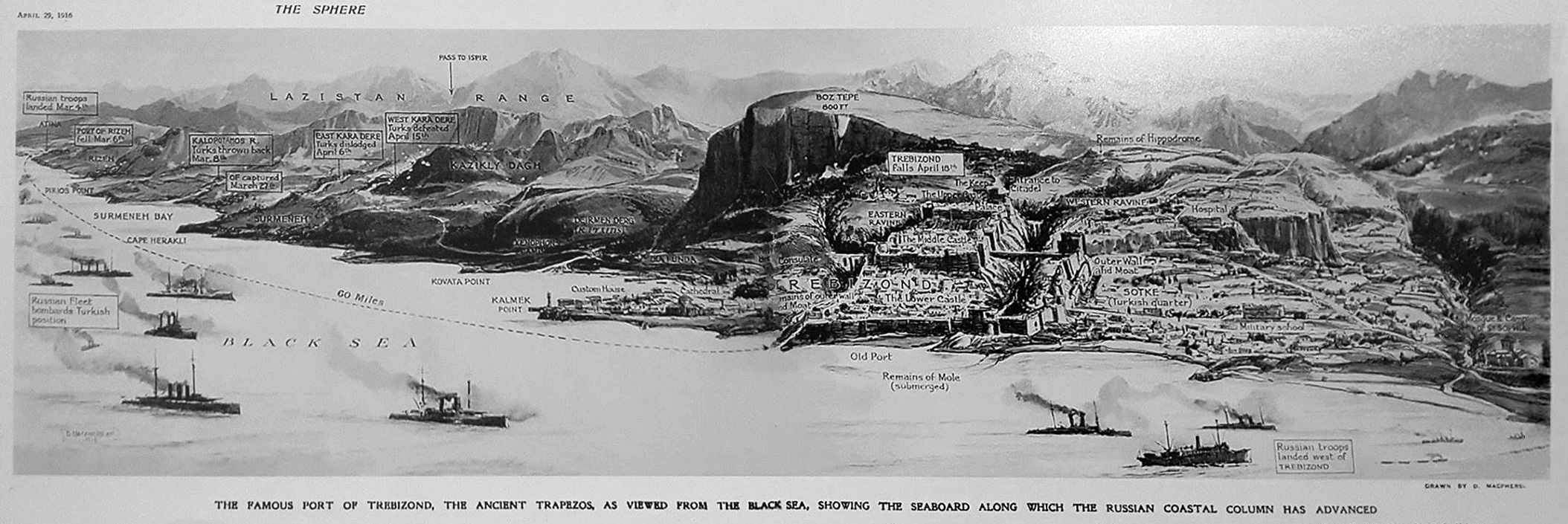
Prise de Trébizonde par l'armée et la flotte russes, avril 1916.

À la fin du XIXe siècle, le géographe Vital Cuinet estime la population du vilayet à 1 010 000 habitants dont :
- 60 000 Circassiens
- 45 000 Géorgiens et Lazes musulmans venus de Batoumi
- 693 000 Turcs et divers musulmans
- 164 000 Grecs orthodoxes (Pontiques)
- 44 100 Arméniens
- 1 300 Arméniens catholiques
- 600 protestants[2].

Les Circassiens, réfugiés du Caucase russe en 1865, sont réinstallés dans les cazas de Çarşamba (Samsun), Bafra et autres. Ils sont considérés comme travailleurs et bien insérés ; ils mettent en valeur les régions marécageuses de la province.
Les Géorgiens exilés de Batoum sont, selon le géographe Vital Cuinet, moins pacifiques ; ils habitent surtout dans les montagnes où ils exercent les activités de zaptiye (gendarme) ou de brigand ; des bagarres les opposent souvent aux habitants.
Trébizonde fait partie des six vilayets à forte minorité arménienne. Pendant la Première Guerre mondiale en Orient, cette population est presque entièrement déportée pendant le génocide arménien de 1915. Au début de 1916, l'armée russe mène une série d'opérations terrestres et navales autour de Trébizonde ; la campagne de Trébizonde (en) (5 février-15 avril 1916) s'achève par la conquête de la ville. Les Ottomans la reprennent en 1917 à la faveur de la révolution russe. 
Djemal Azmi, gouverneur du vilayet pendant la guerre et qui a fortement contribué à l'extermination des Arméniens, est condamné à mort par les cours martiales turques de 1919-1920. Exilé en Allemagne, il sera assassiné à Berlin en 1922 par des militants arméniens dans le cadre de l'opération Némésis.
Le traité de Sèvres (10 août 1920) prévoit la cession de l'est du vilayet à la république démocratique d'Arménie mais il n'est jamais appliqué. À l'issue de la guerre d'indépendance turque, l'Arménie et la Grèce doivent renoncer à leurs revendications sur cette région. Les Grecs pontiques, implantés depuis l'Antiquité, sont massacrés ou expulsés vers la Grèce (voir Génocide grec pontique).
Le vilayet de Trébizonde est intégré à la République de Turquie lors de sa création en 1923.

## Économie

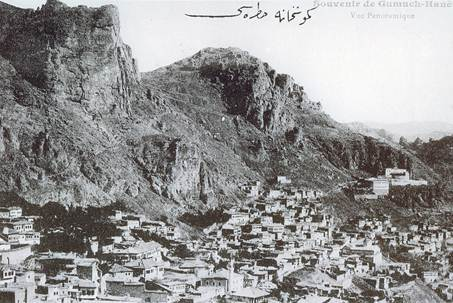
La ville de Gümüşhane, carte postale de 1910.

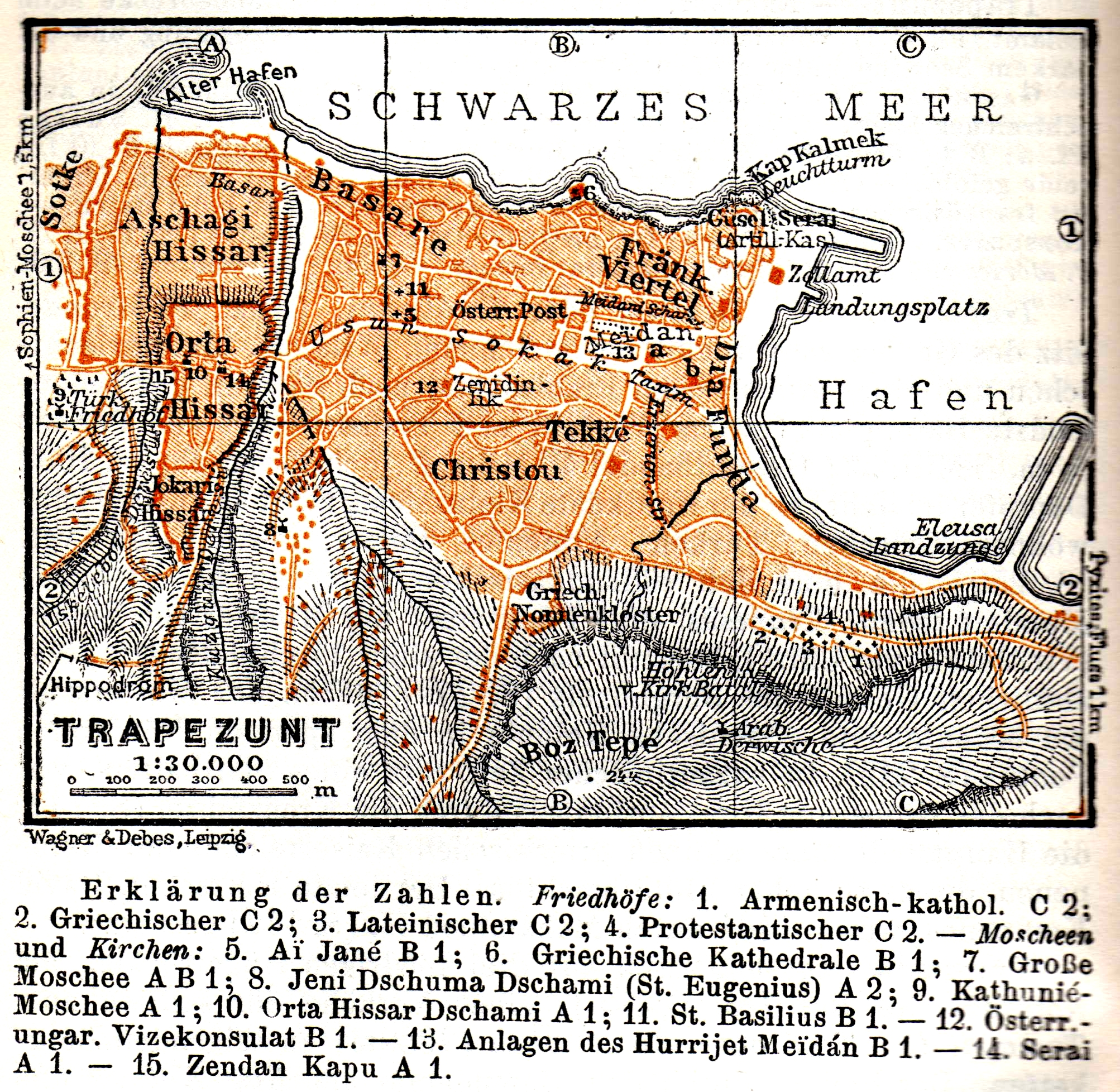
Plan de Trébizonde, Baedeker, 1913.

La mer Noire assure une pêche abondante, surtout des marsouins, qui produisent de l'huile, et des anchois. Dans les années 1860, la pêche au marsouin rapportait 300 000 kg d'huile par an. Le bétail, à la fin du XIXe siècle, est estimé à 40 000 bœufs et vaches, 800 000 moutons et chèvres, 50 000 chevaux et mules.  
Le climat humide rend l'agriculture florissante et largement exportatrice : noix et noisettes, produits surtout dans le caza de Giresun, orge et avoine, tabac dans les sandjaks de Samsun et Trébizonde, haricots blancs, fruits et légumes de Gümüşhane ; par contre, la production de riz, lin et chanvre est en baisse. Par ailleurs, c'est une des rares provinces de Turquie qui soit importatrice de céréales. Les forêts, très épaisses, surtout autour de Trébizonde, Giresun, Samsun et Gümüşhane, couvrent une surface totale de 2 500 km². 
Les ressources minières sont importantes avec 120 gisements connus, surtout dans la chaîne pontique : plomb argentifère, cuivre, fer, manganèse, 2 mines de charbon. Mais elles sont peu exploitées et la plupart en voie d'abandon à la fin du XIXe siècle ; les investisseurs étrangers sont découragés par les difficultés administratives.
Le vilayet n'a aucun port de commerce et les échanges passent uniquement par la voie terrestre. La première route carrossable vers Erzurum et la Perse n'est ouverte qu'en 1863. Une jetée, construite à Trébizonde en 1885, n'offre aucune sécurité aux navires.

## Territoire
Le vilayet est bordé au nord par la mer Noire, au sud et à l'est par le vilayet d'Erzurum, au sud et à l'ouest par le vilayet de Sivas, et à l'ouest par le vilayet de Kastamonu. À l'est, il touche à l'oblast de Batoum dans l'Empire russe.

## Subdivisions
Le vilayet est divisé en quatre sandjaks :
- Sandjak de Trébizonde ;
- Sandjak de Gümüşhane ;
- Sandjak du Lazistan (voir Lazes) ;
- Sandjak de Samsun.

## Images

Habitants du vilayet de Trébizonde
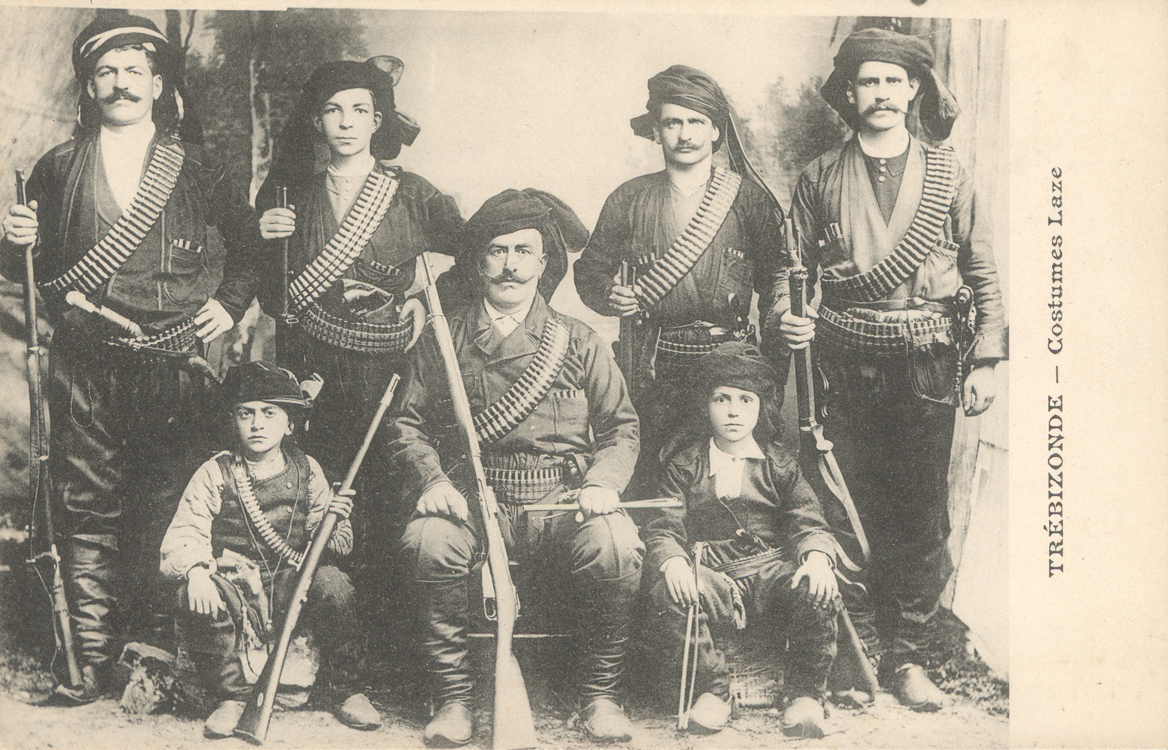
Lazes de la région de Trébizonde, vers 1910.
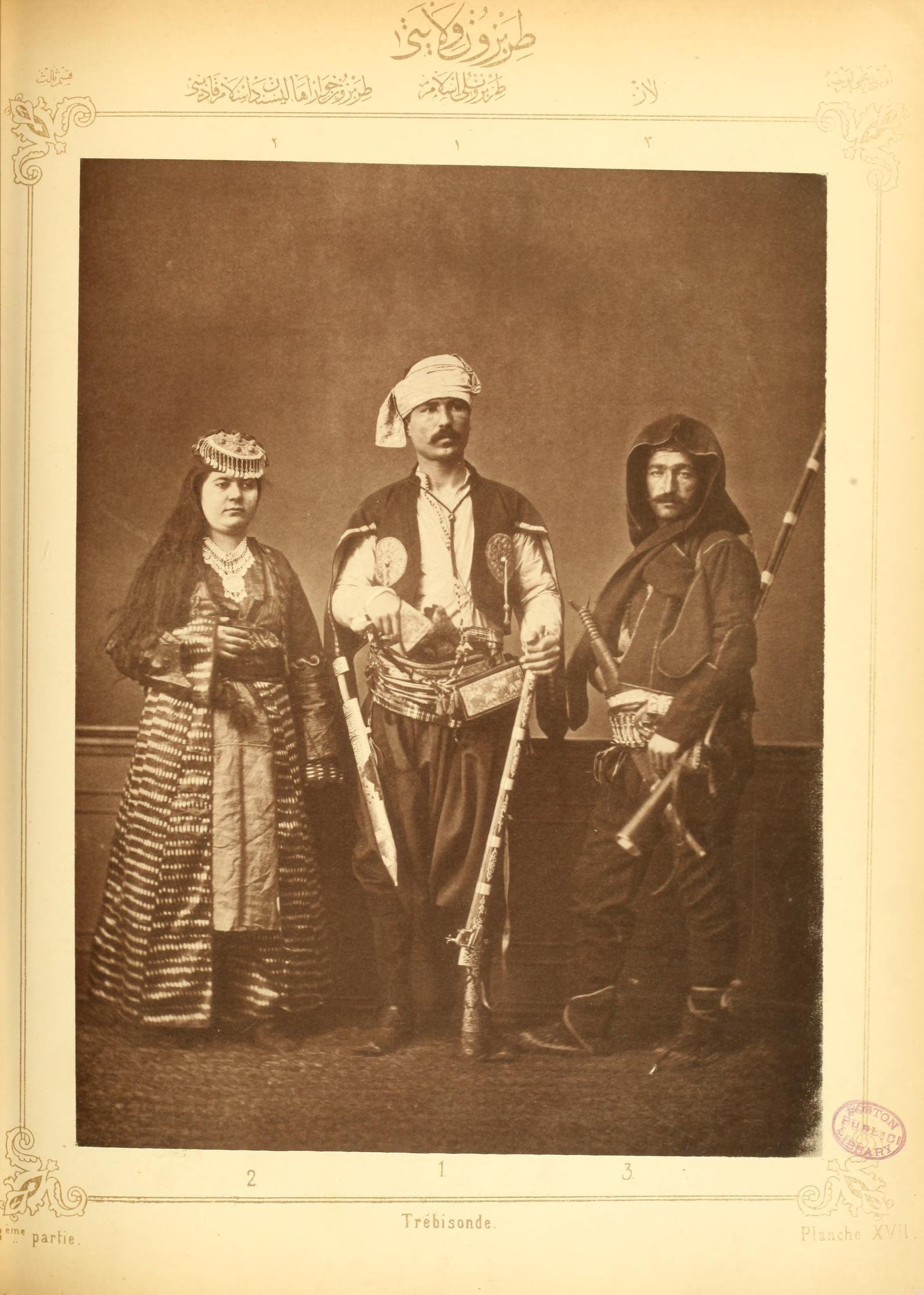
Paysans musulmans des environs de Trébizonde, photographie de Pascal Sébah, 1873.
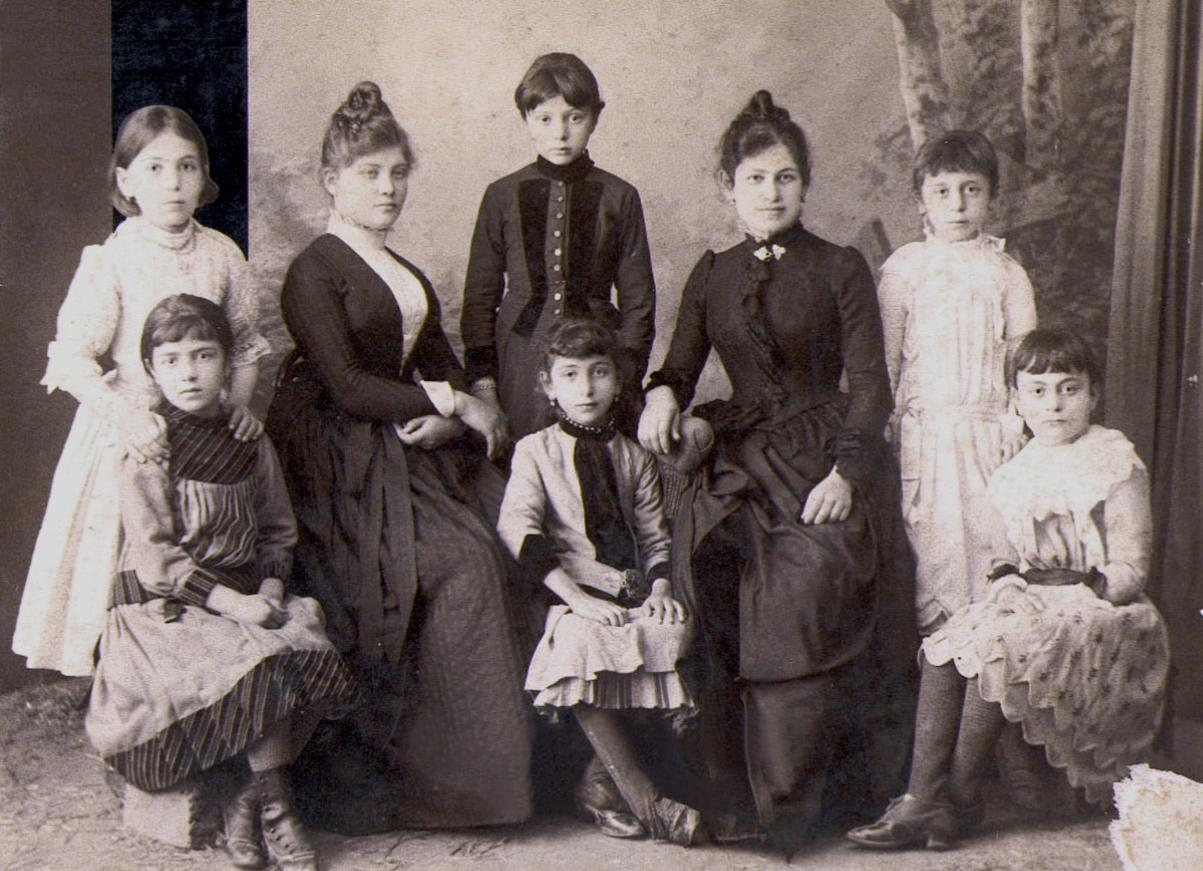
Citadines grecques de Trébizonde vers 1910.